# Parafia św. Patryka w Beenleigh
Parafia św. Patryka w Beenleigh – parafia rzymskokatolicka, należąca do archidiecezji Brisbane.
Przy parafii funkcjonuje katolicka szkoła podstawowa św. Józefa, szkoła podstawowa Matki Teresy z Kalkuty, oraz katolicki college, któremu patronuje Trójca Przenajświętsza.